# Octave Pinkers
Octave Pinkers (Dison, 20 avril 1899 - Charleroi, 17 avril 1966), est un homme politique libéral belge, membre du PLP (Parti de la Liberté et du Progrès), et un militant wallon. Il est l'un des grands rénovateurs urbanistiques de la capitale du Pays de Charleroi.

## Biographie
Gérard-Octave Pinkers, né à Dison le 20 avril 1899, est issu d'une famille de modestes commerçants venue s'installer dans la métropole de Charleroi. Il est le fils de Joseph Pinkers teinturier à Montignies-sur-Sambre et de Marie Antoinette Adèle Dewez. À onze ans, il perd son père. Il fait ses études avant de s'impliquer dans le commerce familial. Cette activité l'incite dans un premier temps à devenir membre de l'Association des commerçants et artisans de Charleroi.
Il se tourne vers la politique et s'inscrit aux Jeunesses Libérales. Il est élu conseiller communal le 9 octobre 1932. Le 5 janvier 1939, il est nommé échevin des Travaux publics alors que Joseph Tirou, bourgmestre de Charleroi, lance plusieurs chantiers de modernisation de grande ampleur. Il appuie notamment de toute son autorité la construction du nouvel hôtel de ville en 1936, bâtiment révolutionnaire pour l'époque. Très proche de Joseph Tirou, il le remplace occasionnellement à la gestion des affaires communales.
Au début de la Seconde Guerre mondiale en mai 1940, il fait brièvement fonction de bourgmestre. Après avoir dans un premier temps été exclu de toute activité communale par les Allemands, il reprend ses fonctions scabinales en janvier 1941 avant d'être définitivement suspendu par l'Occupant en juin 1942. Il rejoint alors la Résistance et vient en aide aux victimes de l'Occupant et de ses séides.
À la suite de la libération de Charleroi en septembre 1944, il est nommé échevin du Ravitaillement et dirige le Comité régional de ravitaillement. De 1945 à février 1953, il est échevin des Travaux de Charleroi. Au décès de Joseph Tirou en février 1953, il est nommé bourgmestre de Charleroi.
Pendant vingt ans, il a présidé avec Joseph Tirou aux grands projets d'urbanisme du centre de Charleroi. La vieille Sambre remblayée donne naissance à une artère commerciale bordée d'immeubles neufs qui ouvre sur la Place Albert Ier. Sa volonté est également de compléter la métropole de Charleroi au niveau du commerce avec le Palais des Expositions (bâti sur un ancien terril) et au niveau de la culture avec le Palais des Beaux-Arts. Pour l'ornementation du Palais des Beaux-Arts, il fait appel à des artistes renommés de l'arrondissement de Charleroi tels René Magritte et Pierre Paulus.
Grand philanthrope, il est l'animateur du Cercle royal liégeois et de l'œuvre des vacances au grand air. Il était par ailleurs membre de la loge maçonnique de Charleroi « La Charité » .
Il s'intéresse aussi au développement économique et culturel de la ville de Charleroi. Il participe aux travaux du Conseil économique wallon et œuvre au sein de diverses intercommunales. Il est aussi membre du comité permanent du Congrès national wallon. Il est président de la « Maison pour tous » , du syndicat d'initiative de la commission administrative du Palais des Beaux-Arts et des abattoirs intercommunaux. Il est en sus administrateur délégué du Comité de gestion du Palais des Expositions, Président de la Conférence des bourgmestres de l'arrondissement de Charleroi et membre du Conseil des Communes d'Europe (CCE).
Il décède le 17 avril 1966 à Charleroi, soit quelques jours avant les fêtes du tricentenaire de la ville. Il reçoit des funérailles officielles et est inhumé au cimetière de Charleroi Nord.

## Distinctions
- Officier de l'ordre de Léopold (Belgique).
- Chevalier de l'ordre de Léopold II (Belgique).
- Chevalier de la Légion d'honneur (France).

## Hommages
À la suite du décès d'Octave Pinkers, le conseil communal de Charleroi décide le 3 juin 1966 de nommer le Palais des expositions de Charleroi et ses jardins « Palais et Square Gérard-Octave Pinkers » .